# Сан Лоренцо (Ређо ди Калабрија)
Сан Лоренцо (итал. San Lorenzo) је насеље у Италији у округу Ређо ди Калабрија, региону Калабрија.
Према процени из 2011. у насељу је живело 281 становника. Насеље се налази на надморској висини од 789 м.

## Становништво
Према резултатима пописа становништва 2011. у општини је живело 2.685 становника.
| 1931. | 1936. | 1951. | 1961. | 1971. | 1981. | 1991. | 2001. | 2011. |
| ----- | ----- | ----- | ----- | ----- | ----- | ----- | ----- | ----- |
| 6.137 | 6.043 | 5.727 | 5.190 | 4.553 | 4.299 | 3.934 | 3.357 | 2.685 |